# Lệ Trung
Lệ Trung là một địa danh hành chính cũ cấp quận thuộc tỉnh Pleiku thời Việt Nam Cộng hòa. Địa bàn quận Lệ Trung tương ứng một địa bàn rộng lớn gồm một phần hoặc toàn phần các huyện Đak Đoa, Chư Păh, Mang Yang, thuộc tỉnh Gia Lai ngày nay.

## Lịch sử
Ngày 25 tháng 6 năm 1958, Bộ trưởng Nội vụ Việt Nam cộng hoà ban hành Nghị định số 340-BNV/HC/NĐ về việc chia quận Pleiku thành 2 quận mới là Lệ Trung và Thuận Đức (thì hầu hết phần đất đai của huyện Đức Cơ ngày nay thuộc tổng Plei Brel Dor, quận Lệ Trung).
Ngày 3 tháng 2 năm 1959, Tổng thống Việt Nam Cộng hòa ban hành Sắc lệnh số 33-NV về việc thành lập quận Lệ Thanh, trụ sở đặt tại xã Đức Hưng (nay là Ia Krêl) (thì vùng đất nay là Đức Cơ thuộc quận Lệ Thanh).
Ngày 22 tháng 2 năm 1966, Chủ tịch Ủy ban hành pháp Trung ương Việt Nam cộng hòa ban hành Nghị định số 273-NĐ/NV về việc đổi tên quận Lệ Thanh thành quận Thanh An, vùng đất nay là Đức Cơ thuộc quận Thanh An cho đến năm 1975.
Dân số của quận Lệ Trung vào năm 1967 là 117.875 người, là quận có dân số cao nhất trong các quận còn lại (Phú Nhơn: 16.735 người, Thanh An: 32.063 người).
Địa bàn quận Lệ Trung bao gồm các xã Lệ Chí (nay là xã Nam Yang, huyện Đak Đoa, tỉnh Gia Lai), Lệ Cần (nay là xã Tân Bình, huyện Đak Đoa, tỉnh Gia Lai),...